# 幾田りら
幾田 りら（いくた りら、欧文表記：Lilas Ikuta、2000年〈平成12年〉9月25日 - ）は、日本の歌手、シンガーソングライター。ikura（いくら）名義で、音楽ユニットYOASOBIのメンバーとしても活動。
東京都生まれ、日本大学藝術学部音楽学科情報音楽コース卒業。
自身の音楽活動の他に、ユニット形体での活動も行い2019年10月にAyaseと結成したYOASOBIではボーカリストとして同ユニットに参加。また、アコースティックセッションユニットの「ぷらそにか」にも2017年に加入してから2021年8月に卒業するまでの4年半の間、メンバーとして活動していた。

## 経歴
4人兄弟の末っ子として生まれ、生後10か月から3歳までシカゴで過ごした。りらという名前は、花のライラックに由来する。父がギターを弾くなど音楽好きの家族に囲まれ、物心ついたころには歌手になると決めていた。12歳くらいの頃、父が母に対し「ホワイトデーに曲をプレゼントしたいから、バレンタインデーは歌詞を作ってほしい」と頼み、母が歌詞を作って父がお返しで曲をプレゼントする光景を間近で見ていたことが、シンガーソングライターを志すきっかけとなった。
小学1年生でピアノ、小学6年生でギターを始める。小学3年生から6年生まではミュージカル劇団に所属していたこともある。中学校の部活はアンサンブル部に所属しておりトランペットを担当していた。
小学6年生のときに初めて作詞作曲をし、中学2年生から路上ライブを行ったりライブハウスに出るなど本格的に音楽活動を開始する。さまざまなオーディションにも参加し、2015年に東京ガールズオーディションのアーティスト部門に参加し、3次審査まで進出。また、Sony Music主催「SINGIN'JAPAN」ではファイナリストに選出されている。
2016年1月 - 2月には、Sony Musicが主催する新人アーティスト養成講座「the LESSON」へ4期生として参加。8月26日に1stデモ・アルバム『15の想い』をリリース。
2017年、YouTubeにカバー動画を投稿しているアコースティックセッションユニット「ぷらそにか」に加入。同ユニットでは、ボーカル、ギター、トランペット、キーボードを担当。
2018年2月4日にテレビ朝日系列の音楽バラエティ番組『今夜、誕生!音楽チャンプ』に出演。4月21日にレコード発売企画ライブを開催し、1stミニ・アルバム『Rerise』をライブ会場限定で発売する。5月、10代アーティスト限定の参加型音楽フェスティバル「未確認フェスティバル2018」に応募し1次審査を通過するも、2次審査でのリスナー投票によるウェブ審査の結果、3次審査へ進出する35組の中には入らなかった。9月から10月にかけて大学入試に合格し、2019年4月に日本大学藝術学部音楽学科情報音楽コースに入学した。
2019年7月2日に幾田がスキマスイッチの「全力少年」をカバーした東京海上日動あんしん生命保険のテレビコマーシャルのオンエアが開始された。10月にボーカロイドプロデューサーのAyaseと共に、「小説を音楽にする」というコンセプトのもと、YOASOBIを結成し、「ikura」名義でボーカルを担当。翌月に同ユニットの1stシングルとしてリリースした「夜に駆ける」は、累計再生回数がストリーミング、MVで1億回再生を記録。11月16日にレコード発売ワンマンライブ「bouquet」を原宿STROBECAFEで開催し、2ndミニ・アルバム『Jukebox』をライブ会場限定で発売。12月15日に幾田が「Love in Color」を歌唱したミュージック・ビデオが、カメラアプリSNOWのYouTube公式チャンネルより配信開始。
2020年3月11日に『Jukebox』の全国流通開始。7月19日（18日27時 - 29時）に『YOASOBIのオールナイトニッポン0(ZERO)』にてAyaseと共にパーソナリティを担当。8月16日に『関ジャム 完全燃SHOW』（テレビ朝日系列）に出演。初のスタジオ収録を果たす。グレン・キーンが初の長編監督を務めるNetflix映画『フェイフェイと月の冒険』日本語版エンド・クレジット・ソングに抜擢され、担当した楽曲「ロケット・トゥ・ザ・ムーン〜信じた世界へ〜」が9月25日より配信開始。11月14日に日本工業大学の「オンライン若杉祭」で限定ワンマン収録LIVEを配信。12月31日にYOASOBIのメンバーとして第71回NHK紅白歌合戦に初出場した。
2021年3月30日深夜（31日0時 - 0時53分）より、毎週火曜日深夜の同時間帯に『YOASOBIのオールナイトニッポンX(クロス)』にてAyaseと共にパーソナリティを担当。6月4日に「ぷらそにか」の5周年記念公演をもって同ユニットを卒業することを発表し、8月13日に行われた同公演でユニットメンバーとしての活動を終えた。7月19日、2019年にリリースされていた「ロマンスの約束」をリアレンジしたものが『今日、好きになりました。向日葵編』の主題歌に決定した。11月17日、伶に自身初の楽曲提供を行い、また、フィーチャリングとしても同曲に参加した。
2022年3月20日、同時期に『Creepy Nutsのオールナイトニッポン0(ZERO)』でパーソナリティを担当していたCreepy NutsとYOASOBIのAyaseとともに、オールナイトニッポン55周年記念公演「あの夜を覚えてる」の主題歌として楽曲「ばかまじめ」の歌唱に参加した。5月20日と6月1日に投稿されたYouTubeチャンネル「THE FIRST TAKE」に出演し、「スパークル」と「レンズ」を歌唱した。7月22日、東京スカパラダイスオーケストラの楽曲「Free Free Free feat.幾田りら」にゲストボーカルとトランペット奏者として参加した。
2023年3月、日本大学藝術学部音楽学科情報音楽コースを卒業。3月1日、「オリコン週間ストリーミングランキング」にて「スパークル」が自身初の1億回再生を突破。3月8日、初のオリジナルアルバム『Sketch』をリリース。9月27日より放送のフジテレビ系ドラマ『パリピ孔明』にて、上白石萌歌演じるEIKOによる劇中歌「DREAMER」の作詞作曲を担当。さらに最終話には本人役でドラマ初出演を果たした。

## 人物
明星学園小学校・明星学園中学校・高等学校卒業を経て日本大学芸術学部音楽学科情報音楽コースを卒業した。女優の小野莉奈とは中学時代の同級生で大親友である。2人の関係性は『アンナとアンリの影送り』の原案になっている。2020年公開の映画『たぶん』で、同じ作品へ共に出演する夢を叶えた。幾田の楽曲の中には小野をモデルにしたものがある。
小学校から高校生までの12年間体育祭のリレーの選手をやっていた。インタビュー動画では、バトントワリングの技術を披露したことがある。
また、自身がレコーディングをした際、人間には聞き取れないくらいの周波数を出していたことを明かしている。

## ディスコグラフィ

### シングル

#### 配信限定シングル
|      | 配信日         | タイトル                         | 規格                   | オリコン（デジタルシングル） | 収録作品       |
| ---- | -------------- | -------------------------------- | ---------------------- | ---------------------------- | -------------- |
| 1st  | 2020年12月25日 | ヒカリ                           | デジタル・ダウンロード | -                            | Sketch         |
| 2nd  | 2021年3月9日   | Answer                           | デジタル・ダウンロード | 14位                         | Sketch         |
| 3rd  | 2021年8月14日  | ロマンスの約束                   | デジタル・ダウンロード | -                            | Sketch         |
| 4th  | 2022年1月17日  | スパークル                       | デジタル・ダウンロード | 6位                          | Sketch         |
| 5th  | 2022年6月14日  | レンズ                           | デジタル・ダウンロード | 1位                          | Sketch         |
| 6th  | 2022年11月20日 | JUMP                             | デジタル・ダウンロード | 10位                         | Sketch         |
| -    | 2022年12月2日  | JUMP (Stadium Ver.)              | デジタル・ダウンロード | -                            | -              |
| 7th  | 2023年1月17日  | 蒲公英                           | デジタル・ダウンロード | 14位                         | Sketch         |
| 8th  | 2023年7月7日   | P.S.                             | デジタル・ダウンロード | 37位                         | -              |
| 9th  | 2023年10月6日  | With                             | デジタル・ダウンロード | 9位                          | -              |
| 10th | 2024年3月20日  | 青春謳歌 (feat. ano)             | デジタル・ダウンロード | 11位                         | -              |
| 11th | 2024年6月1日   | ハミング                         | デジタル・ダウンロード | 22位                         | -              |
| 12th | 2024年9月16日  | Sign                             | デジタル・ダウンロード | 38位                         | -              |
| 13th | 2025年1月10日  | 百花繚乱                         | デジタル・ダウンロード | 2位                          | -              |
| 14th | 2025年3月19日  | DREAMER                          | デジタル・ダウンロード | 14位                         | -              |
| -    | 2025年4月7日   | スパークル - From THE FIRST TAKE | デジタル・ダウンロード | -                            | Sketch（CD版） |
| 15th | 2025年4月7日   | 恋風                             | デジタル・ダウンロード | 16位                         | -              |

#### CDシングル
| #         | タイトル                    | 作詞  | 作曲・編曲 | 時間  |
| --------- | --------------------------- | ----- | ---------- | ----- |
| 1.        | 「青春謳歌」                |       |            | 3:48  |
| 2.        | 「青春謳歌 [Anime Edit]」   |       |            | 1:30  |
| 3.        | 「青春謳歌 [Instrumental]」 |       |            | 3:48  |
| 4.        | 「青春ッ!!あのりらじお」    |       |            | 30:56 |
| 合計時間: | 合計時間:                   | 40:02 |            |       |

| #         | タイトル                    | 作詞  | 作曲・編曲 | 時間 |
| --------- | --------------------------- | ----- | ---------- | ---- |
| 1.        | 「百花繚乱」                |       |            | 2:59 |
| 2.        | 「DREAMER」                 |       |            | 4:06 |
| 3.        | 「百花繚乱 -Anime Edit-」   |       |            | 1:29 |
| 4.        | 「百花繚乱 -Instrumental-」 |       |            | 2:59 |
| 5.        | 「DREAMER -Instrumental-」  |       |            | 4:06 |
| 合計時間: | 合計時間:                   | 15:39 |            |      |

| #         | タイトル           | 作詞  | 作曲・編曲 | 時間 |
| --------- | ------------------ | ----- | ---------- | ---- |
| 1.        | 「スパークル」     |       |            | 3:50 |
| 2.        | 「サークル」       |       |            | 3:09 |
| 3.        | 「おもかげ」       |       |            | 3:32 |
| 4.        | 「吉祥寺」         |       |            | 2:57 |
| 5.        | 「Midnight Talk」  |       |            | 3:52 |
| 6.        | 「レンズ」         |       |            | 4:02 |
| 7.        | 「蒲公英」         |       |            | 3:18 |
| 8.        | 「線香花火」       |       |            | 3:28 |
| 9.        | 「宝石」           |       |            | 5:09 |
| 10.       | 「ロマンスの約束」 |       |            | 3:55 |
| 11.       | 「ヒカリ」         |       |            | 4:19 |
| 12.       | 「Free Free Free」 |       |            | 4:39 |
| 13.       | 「JUMP」           |       |            | 5:03 |
| 14.       | 「Answer」         |       |            | 4:44 |
| 15.       | 「P.S (EN)」       |       |            | 2:49 |
| 合計時間: | 合計時間:          | 58:46 |            |      |

| #         | タイトル                                                                                         | 作詞 | 作曲・編曲 | 時間 |
| --------- | ------------------------------------------------------------------------------------------------ | ---- | ---------- | ---- |
| 1.        | 「TVアニメ『薬屋のひとりごと』第2期 第1クール オープニングテーマ「百花繚乱」ノンクレジット映像」 |      |            | 1:31 |
| 合計時間: | 合計時間:                                                                                        | 1:31 |            |      |

### アルバム

#### オリジナル・アルバム
| #         | タイトル                             | 作詞  | 作曲・編曲 | 時間 |
| --------- | ------------------------------------ | ----- | ---------- | ---- |
| 1.        | 「Answer」                           |       |            | 4:02 |
| 2.        | 「サークル」                         |       |            | 3:15 |
| 3.        | 「スパークル」                       |       |            | 3:30 |
| 4.        | 「Midnight Talk」                    |       |            | 3:39 |
| 5.        | 「蒲公英」                           |       |            | 3:11 |
| 6.        | 「JUMP」                             |       |            | 3:47 |
| 7.        | 「レンズ」                           |       |            | 3:53 |
| 8.        | 「吉祥寺」                           |       |            | 2:49 |
| 9.        | 「ヒカリ」                           |       |            | 4:04 |
| 10.       | 「宝石」                             |       |            | 4:15 |
| 11.       | 「ロマンスの約束」                   |       |            | 3:42 |
| 12.       | 「スパークル - From THE FIRST TAKE」 |       |            | 3:30 |
| 13.       | 「レンズ - From THE FIRST TAKE」     |       |            | 3:53 |
| 合計時間: | 合計時間:                            | 47:30 |            |      |

| #         | タイトル           | 作詞  | 作曲・編曲 | 時間  |
| --------- | ------------------ | ----- | ---------- | ----- |
| 1.        | 「ヒカリ」         |       |            | 5:02  |
| 2.        | 「ロマンスの約束」 |       |            | 3:32  |
| 3.        | 「おもかげ」       |       |            | 3:19  |
| 4.        | 「JUMP」           |       |            | 3:44  |
| 5.        | 「レンズ」         |       |            | 4:11  |
| 6.        | 「怪獣の腕のなか」 |       |            | 63:41 |
| 7.        | 「宝石」           |       |            | 4:41  |
| 8.        | 「Ginger」         |       |            | 3:24  |
| 9.        | 「スパークル」     |       |            | 3:45  |
| 10.       | 「Answer」         |       |            | 4:22  |
| 合計時間: | 合計時間:          | 99:41 |            |       |

#### ミニ・アルバム
| #         | タイトル           | 作詞  | 作曲・編曲 | 時間 |
| --------- | ------------------ | ----- | ---------- | ---- |
| 1.        | 「この小さな胸に」 |       |            | 3:59 |
| 2.        | 「あなたへ」       |       |            | 6:00 |
| 3.        | 「One day」        |       |            | 3:33 |
| 4.        | 「夜明け」         |       |            | 4:24 |
| 合計時間: | 合計時間:          | 17:56 |            |      |

| #         | タイトル       | 作詞  | 作曲・編曲 | 時間 |
| --------- | -------------- | ----- | ---------- | ---- |
| 1.        | 「'17」        |       |            | 3:03 |
| 2.        | 「teenager」   |       |            | 6:28 |
| 3.        | 「白い恋」     |       |            | 6:32 |
| 4.        | 「夢追い人」   |       |            | 6:12 |
| 5.        | 「春のままで」 |       |            | 4:31 |
| 合計時間: | 合計時間:      | 26:46 |            |      |

| #         | タイトル           | 作詞  | 作曲・編曲 | 時間 |
| --------- | ------------------ | ----- | ---------- | ---- |
| 1.        | 「おまじない」     |       |            | 3:38 |
| 2.        | 「通り雨」         |       |            | 4:20 |
| 3.        | 「ロマンスの約束」 |       |            | 4:05 |
| 4.        | 「ラブレター」     |       |            | 5:43 |
| 5.        | 「真夜中の君と」   |       |            | 3:54 |
| 合計時間: | 合計時間:          | 21:40 |            |      |

### 参加作品
| 発売日         | アーティスト                              | タイトル                                                        | 規格                                               | 備考 |
| -------------- | ----------------------------------------- | --------------------------------------------------------------- | -------------------------------------------------- | --- |
| 2020年9月25日  | V.A.                                      | ロケット・トゥ・ザ・ムーン〜信じた世界へ〜                      | トリビュート・アルバム                             | 『フェイフェイと月の冒険 オリジナル・サウンドトラック』1曲目に収録。                                                                                           |
| 2020年10月28日 | V.A.                                      | Aitai                                                           | トリビュート・アルバム                             | 原曲アーティストは加藤ミリヤ。 アルバム『INSPIRE』2曲目に収録。                                                                                                |
| 2021年2月23日  | フジファブリック                          | たりないすくない (feat. 幾田りら)                               | 配信限定シングル                                   | フィーチャリングゲストとして参加。 アルバム『I Love You』の4曲目にも収録。                                                                                     |
| 2021年7月14日  | V.A.                                      | SWEET MEMORIES                                                  | トリビュート・アルバム                             | 原曲アーティストは松田聖子。 松本隆作詞活動50周年記念アルバム『風街に連れてって!』3曲目に収録。                                                                |
| 2021年11月10日 | TOMORROW X TOGETHER                       | 0X1=LOVESONG (I Know I Love You) feat. 幾田りら [Japanese Ver.] | EP                                                 | フィーチャリングゲストとして参加。 EP『Chaotic Wonderland』1曲目に収録。                                                                                       |
| 2021年11月17日 | 伶                                        | 宝石 feat. 幾田りら                                             | 配信限定シングル                                   | 楽曲提供及びフィーチャリングゲストとして参加。 アルバム『Just Wanna Sing』1曲目にも収録。                                                                      |
| 2021年12月17日 | milet×Aimer×幾田りら                      | おもかげ (produced by Vaundy)                                   | 配信限定シングル                                   | コラボシングル。 |
| 2022年3月20日  | Creepy Nuts×Ayase×幾田りら                | ばかまじめ                                                      | 配信限定シングル                                   | コラボシングル。 Creepy Nutsのアルバム『アンサンブル・プレイ』10曲目にも収録。                                                                                 |
| 2022年7月27日  | 東京スカパラダイスオーケストラ            | Free Free Free feat.幾田りら                                    | シングル                                           | ゲストボーカル、トランペット奏者として参加。 |
| 2023年6月14日  | 佐藤千亜妃                                | 線香花火 feat.幾田りら                                          | 配信限定シングル                                   | ゲストボーカルを担当。 アルバム『BUTTERFLY EFFECT』2曲目にも収録。                                                                                             |
| 2023年9月27日  | EIKO                                      | DREAMER                                                         | 配信限定シングル                                   | 作詞・作曲を担当。 フジテレビ系ドラマ『パリピ孔明』劇中歌。 2025年3月19日にセルフカバー版を発売。                                                              |
| 2023年11月1日  | V.A.                                      | いのちの名前                                                    | トリビュート・アルバム                             | スタジオジブリ トリビュートアルバム『ジブリをうたう』3曲目に収録。                                                                                             |
| 2024年2月14日  | V.A.                                      | ノスタルジア                                                    | コラボレーションアルバム（トリビュート・アルバム） | いきものがかり 新解釈コラボレーションアルバム『いきものがかりmeets』2曲目に収録。                                                                              |
| 2024年3月20日  | ano feat. 幾田りら                        | 絶絶絶絶対聖域                                                  | シングル                                           | ゲストボーカルを担当。 |
| 2024年3月27日  | 山崎育三郎                                | LIKE、重ねていく feat. 幾田りら                                 | 配信限定シングル                                   | ゲストボーカルを担当。 |
| 2024年11月15日 | ano × 幾田りら                            | SHINSEKAIより                                                   | 配信限定シングル                                   | コラボシングル。 |
| 2025年1月2日   | HOYO-MIX×幾田りら                         | Nameless Faces                                                  | 配信限定シングル                                   | ボーカルとして参加。 |
| 2025年4月15日  | League of Legends、幾田りら、Kevin Penkin | Here, Tomorrow                                                  | 配信限定シングル                                   | ボーカルとして参加。 |
| 2025年4月16日  | 鈴木雅之                                  | 夢見る16歳 ＜幾田りら feat. 鈴木雅之＞                          | ベスト・アルバム                                   | ゲストボーカルを担当。 45周年ベストアルバム『All Time Doo Wop ! !』Disc2「Rats Mania」3曲目に収録。                                                            |
| 2025年4月23日  | EIKO & shin feat. 幾田りら                | Sing along!!!                                                   | アルバム                                           | 作詞・作曲、フィーチャリング・ボーカルとして参加。 映画『パリピ孔明 THE MOVIE』エンディングテーマ。 EIKOのアルバム『Count on me』（2025年4月23日発売）に収録。 |
| 2025年8月20日  | ピーナッツくん                            | TIME TO LUV feat. 幾田りら                                      | アルバム                                           | ゲストボーカルを担当。 アルバム「Tele倶楽部Ⅱ」11曲目に収録。                                                                                                   |

### 無料配信曲
幾田本人が無料インディーズ音楽ストリーミングサービス「Eggs」にアップロードした楽曲。
| 公開日        | タイトル           | 初収録アルバム |
| ------------- | ------------------ | -------------- |
| 2017年7月17日 | 白い恋             | Rerise         |
| 2017年7月17日 | '17                | Rerise         |
| 2018年5月6日  | 春のままで         | Rerise         |
| 2019年1月26日 | フリージア         | （未収録）     |
| 2019年1月26日 | 夜と月とそれから星 | （未収録）     |
| 2019年3月24日 | 通り雨             | Jukebox        |
| 2019年5月17日 | 約束               | （未収録）     |

### オムニバス
| 発売日       | タイトル                      | 規格 | 規格品番 | 参加曲       |
| ------------ | ----------------------------- | ---- | -------- | ------------ |
| 2018年5月3日 | 鉄コンピ vol.4 2018年ライヴ盤 | CD   | SRCD-026 | M-6.夢追い人 |

## タイアップ
| 起用年 | 曲名                                       | タイアップ                                                                                                  | 備考                                                           |
| ------ | ------------------------------------------ | --- | -------------------------------------------------------------- |
| 2019年 | 全力少年                                   | 東京海上日動「東京海上日動あんしん生命保険」CMソング                                                        | スキマスイッチの「全力少年」をカバー歌唱                       |
| 2019年 | Love in Color                              | Snow Corporation「SNOW」CMソング                                                                            | -                                                              |
| 2020年 | (THEY LONG TO BE) Close to you             | Google「Google Pixel 4a 新しい毎日を、Googleでもっと。篇」CMソング                                          | カーペンターズの「Close to you」をカバー歌唱                   |
| 2020年 | ロケット・トゥ・ザ・ムーン〜信じた世界へ〜 | Netflix『フェイフェイと月の冒険』日本語版エンドクレジットソング                                             | -                                                              |
| 2020年 | Winter Wonderland                          | Google Google Pixel「Google Pixel 5・Pixel 4a（5G） Google がつくった魔法のカメラ｜高性能カメラ篇」CMソング | 1934年にアメリカで発表された楽曲のカバー                       |
| 2020年 | ヒカリ                                     | 伊勢半「KISSME主催『会ったことあるのに、はじめまして』」プロジェクトソング                                  | -                                                              |
| 2020年 | 交響曲第9番第4楽章＜歓喜の歌＞             | サントリー「『2020年の希望』篇」CMソング                                                                    | ベートーヴェンの「交響曲第9番第4楽章＜歓喜の歌＞」をカバー歌唱 |
| 2021年 | Answer                                     | 東京海上日動あんしん生命「あんしん就業不能保障保険」CMソング                                                | -                                                              |
| 2021年 | ロマンスの約束                             | ABEMA『今日、好きになりました。向日葵編、朝顔編、秋桜編、花梨編』主題歌                                     | -                                                              |
| 2022年 | スパークル                                 | ABEMA『今日、好きになりました。蜜柑編、卒業編2022』主題歌                                                   | -                                                              |
| 2022年 | レンズ                                     | TBS系火曜ドラマ『持続可能な恋ですか?〜父と娘の結婚行進曲〜』主題歌                                          | -                                                              |
| 2022年 | JUMP                                       | フジテレビ系「FIFAワールドカップ カタール2022」テーマソング                                                 | -                                                              |
| 2023年 | 蒲公英                                     | NHK総合ドラマ10『大奧』主題歌                                                                               | -                                                              |
| 2023年 | サークル                                   | KURARAY企業広告『きっと明日も、ハレ、クラレ』CMソング                                                       | -                                                              |
| 2023年 | Midnight Talk                              | イオントップバリュ『もぐもぐ味わうスープ』CMソング                                                          | -                                                              |
| 2023年 | P.S.                                       | ビターズ・エンド 映画『1秒先の彼』主題歌                                                                    | -                                                              |
| 2023年 | 吉祥寺                                     | 爽健美茶「爽健美茶 私を、前へ。」編 CMソング                                                                | -                                                              |
| 2023年 | With                                       | 東宝 映画『アナログ』インスパイアソング                                                                     | -                                                              |
| 2024年 | 青春謳歌                                   | ギャガ 映画『デッドデッドデーモンズデデデデデストラクション 後章』主題歌                                    | 「幾田りら feat. ano」名義                                     |
| 2024年 | ハミング                                   | フジテレビ『めざましどようび』テーマソング                                                                  | -                                                              |
| 2024年 | Sign                                       | ABEMA オリジナル連続ドラマ『透明なわたしたち』主題歌                                                        | -                                                              |
| 2024年 | stay with me                               | アニメ『リラックマ』主題歌                                                                                  | -                                                              |
| 2024年 | SHINSEKAIより                              | ギャガ『デッドデッドデーモンズデデデデデストラクション』アニメシリーズ版主題歌                              | 「ano × 幾田りら」名義                                         |
| 2025年 | 百花繚乱                                   | アニメ『薬屋のひとりごと』第2期オープニングテーマ                                                           | -                                                              |
| 2025年 | 恋風                                       | ABEMA『今日、好きになりました。ニュージーランド編、マクタン編』主題歌                                       | -                                                              |
| 2025年 | スパークル - From THE FIRST TAKE           | ABEMA『今日、好きになりました。ニュージーランド編、マクタン編』挿入歌                                       | -                                                              |

## ライブ

### サポートメンバー
- MTV Unplugged: Lilas Ikuta[118]
  - つじかほ（ギター）
  - やまもとひかる（ベース）
  - muu（ドラムス）
  - ひびき（キーボード）

### ワンマンライブ
| 公演日 | 公演日   | ライブ名                      | 会場               | 備考                                   |
| ------ | -------- | ----------------------------- | ------------------ | -------------------------------------- |
| 2019年 | 11月16日 | bouquet                       | 原宿ストロボカフェ | 2ndミニ・アルバム『Jukebox』発売ライブ |
| 2023年 | 7月5日   | 1st ワンマンツアー 『SKETCH』 | Zepp Osaka         | 初のワンマンツアー                     |
| 2023年 | 7月6日   | 1st ワンマンツアー 『SKETCH』 | Zepp Nagoya        | 初のワンマンツアー                     |
| 2023年 | 7月10日  | 1st ワンマンツアー 『SKETCH』 | KT Zepp Yokohama   | 初のワンマンツアー                     |

## 出演

### 配信番組
- THE FIRST TAKE
  - milet×Aimer×幾田りら - おもかげ(produced by Vaundy)（2021年12月17日）[121]
  - 幾田りら - スパークル（2022年5月20日）[43]
  - 幾田りら - レンズ（2022年6月1日）[44]
  - ano - 絶絶絶絶対聖域 feat. 幾田りら（2024年5月10日）[122]
  - 幾田りら - 青春謳歌 feat. ano（2024年5月22日）[123]
- 今日、好きになりました。蜜柑編（2022年1月17日 - 2月14日、ABEMA） - 恋愛見届け人[124]

### テレビ番組
- BS日テレ開局20年スペシャル番組「未来へ挑む彼女たち〜Next Generations〜」（2020年11月28日、BS日テレ）[125]
- MTV Unplugged: Lilas Ikuta（2022年11月20日、MTV）[126]
- 第73回NHK紅白歌合戦（2022年12月31日、NHK総合） - 紅組から「milet×Aimer×幾田りら×Vaundy」として初出場[注 3]。「おもかげ (produced by Vaundy)」をテレビ初歌唱[130]。
- SONGS +PLUS（2023年3月8日、NHK総合） - 「Answer」と「蒲公英」を披露[131]。
- おしゃれクリップ（2023年3月12日、日本テレビ）
- Google Pixel presents ANOTHER SKY（2023年3月24日、日本テレビ）[132]

### テレビドラマ
- パリピ孔明 最終話（2023年11月29日、フジテレビ） - 幾田りら（本人） 役[133]

### 映画
- パリピ孔明 THE MOVIE（2025年4月25日、松竹） - 幾田りら（本人） 役[134]

### 劇場アニメ
- 竜とそばかすの姫（2021年7月16日、東宝） - ヒロちゃん（別役弘香） 役[135]
- デッドデッドデーモンズデデデデデストラクション（ギャガ） - 主演・小山門出 役（あのとダブル主演）[136][137]
  - 前章（2024年3月22日）
  - 後章（2024年5月24日）

### CM
- SNOW「Love in Color」（2019年） - ナレーション[93]
- Google Pixel「Google Pixel 4a」（2020年） - スマートフォンの画面越しに弾き語りする形で出演[138][95]
- SONY「WF-1000XM4」（2021年） - YouTubeチャンネル「THE FIRST TAKE」が企画した『おもかげ (produced by Vaundy)』参加アーティストが出演[139][69]